# Associação Académica da Faculdade de Direito da Universidade de Lisboa
A Associação Académica da Faculdade de Direito da Universidade de Lisboa (AAFDL), fundada em 15 de Novembro de 1914, é uma das mais antigas associações de estudantes de Portugal.
A AAFDL representa os perto de 4000 estudantes da Faculdade de Direito da Universidade de Lisboa.
Entre 1958 e 1962 foi responsável pela edição do órgão estudantil "Quadrante".